# ناثان كليفورد
ناثان كليفورد (بالإنجليزية: Nathan Clifford)‏ (و. 1803 – 1881 م) هو سياسي، ومحام، وقاض، ودبلوماسي من الولايات المتحدة الأمريكية .
تولى منصب نائب عام الولايات المتحدة كما بقي لفترة طويلة في منصب القاضي المشارك للمحكمة العليا. وهو عضو في الحزب الديمقراطي الأمريكي .

## روابط خارجية
- ناثان كليفورد على موقع الموسوعة البريطانية (الإنجليزية)
- ناثان كليفورد على موقع إن إن دي بي (الإنجليزية)